# Гончая Шиллера
Гончая Шиллера, или шиллерстёваре (швед. schillerstövare), — порода гончих собак, выведенная в Швеции в конце XIX века.
Гончая Шиллера является самой быстрой из скандинавских пород гончих собак.

## История породы
Работу над этой породой начал шведский фермер Пер Шиллер во второй половине XIX века. Целью его работы было получение породы собак, которые могли бы стать универсальной гончей, готовой работать как по крупному, так и по мелкому зверю. В основу породы легли собаки, привезённые им из южной Германии. Позднее в ходе работы над породой для улучшения выносливости к ним приливалась кровь местных гончих. В ходе дальнейшей работы Шиллер принял решение прилить к получающимся собакам крови швейцарской и австрийской гончих. Это было сделано им с целью улучшения экстерьера.
Официально Шиллер впервые представил эту  породу на первой шведской выставке собак в 1886 году.
Шведский кинологический клуб признал породу в 1907 году. 
Гончая Шиллера была создана  в первую очередь как рабочая собака, таковой она и остаётся в течение всего времени использования породы. 
Международная кинологическая федерация (FCI) признала эту породу в 1955 году. Современный стандарт породы был принят в 1997 году, он включает ряд обновлений, в результате которых нынешний вид собак этой породы несколько отличается от исходного.
В XXI веке гончая Шиллера остаётся достаточно малочисленной, основное распространение имеет у себя на родине в Швеции. Там же проживает основная часть поголовья, при этом большая часть этих собак принадлежит действующим охотникам.
Последним из ныне признавших эту породу  кинологических клубов является Объединённый клуб собаководства (UKC), который официально признал эту породу в 2006 году.

## Характер
Гончая Шиллер обладает спокойным темпераментом и уравновешенным характером, не склонна к проявлению агрессии в адрес как людей, так и своих сородичей. По отношению к хозяину и членам семьи эти собаки проявляются высокую контактность и ласковость, демонстрируют большое терпение по отношению к детям. К посторонним людям в доме относятся спокойно.
В обучении гончие Шиллера демонстрируют медлительность в усвоении команд, также они склонны проявлять упрямство по отношению к  выдвигаемым им требованиям.
Эти собаки обладают высоким интеллектом, хорошо ориентируются на местности, способны найти дорогу  к дому даже оказавшись на значительном удалении от него.
В принятии решений эти собаки демонстрируют высокую самостоятельность. В работе во время охоты они, как и многие гончие, не требуют постоянного контроля со стороны человека, поэтому, несмотря на высокий интеллект, упомянутый ранее, эти собаки не подходят для занятия с ними сложными видами дрессировки, требующими чёткого исполнения команд и комплексов команд.
Данные гончие имеют хорошее чутье, в работе по зверю показывают азартность и увлечённость. Обладают хорошо развитым охотничьим инстинктом как по зверю, так и по птице, что может вызывать трудности при содержании этих собак в одном жилище с другими видами животных, в частности с кошками.
Прежде всего это охотничья собака, которая больше всего подходит для зимней охоты за зайцем и лисицей. Поэтому при содержании в городской квартире ей требуются ежедневные прогулки с хорошей физической нагрузкой.

## Здоровье и уход
Гончие Шиллера обладают хорошим  здоровьем, не склонны к пищевым аллергиям, выносливы и имеют хороший иммунитет.
Однако у активно работающих собак этой породы может возникать такая проблема, как приобретённая дисплазия суставов. Это является следствием повышенной нагрузки, которая сопутствует активному использованию собак в охоте. Для профилактики развития этого заболевания необходимо отслеживать степень нагрузок, не допуская хронического переутомления, а также  добавлять в рацион препараты кальция и хондропротекторы.
Для этих собак необходимы длительные прогулки, особенно при содержании их в квартире. При этом  активный бег и прыжки обязательными не являются, достаточно просто длительной  ходьбы. При отсутствии необходимых по длительности прогулок  эти собаки не склонны  проявлять деструктивное поведение, однако этот фактор негативно сказывается на их  здоровье.
Шерсть гончих Шиллера не требует специализированного ухода, её достаточно мыть по мере  загрязнения. Стоит учитывать, что эти собаки склонны  к активным сезонным (весна, осень) линькам, в этот период им требуется вычёсывание.

## Описание
Гончие Шиллера - это собаки с лёгким и сухим типом сложения, стройные, квадратного формата. Внешне производят впечатление сильного, энергичного животного.
В беге эти собаки демонстрируют размашистые движения, далеко вперёд вынося лапы.  
Порода относится к так называемым поздно созревающим собакам, полная зрелость у них наступает после трёх лет.  
У собак этой породы сильно развит половой диморфизм. Кобели значительно выше и массивнее сук. Также разница между суками и кобелями сильно заметно в тембре голоса и манере подачи голоса.  
Голова длинная, при взгляде сверху образующая равнобедренный треугольник. Переход от лба к морде хорошо выражен, морда длинная, лоб покатый. Надбровные  дуги не выражены. Губы сухие, плотно прилегают к дёснам, брыли не отвисают. Мочка носа широкая, заметно выступающая, при этом визуально является прямым  продолжением морды, придающей  ей  вид ещё более острой. Скулы хорошо выражены, на морде вокруг них виден рельеф  челюстных мышц.  
Глаза чуть удлинённые, широко поставлены, веки сухие и плотно прилегающие. Цвет глаз - любые оттенки коричневого и карего цветов. 
Уши низко поставлены, свисающие, широкие, с тупым округлым концом. Само ухо мягкое, при настороженности собак может слегка приподниматься на хряще, но никогда не встаёт.  
Шея длинная, сухая, создающая высокий постав головы. В затылочной части головы начинается лёгкий изгиб шеи, который придаёт силуэту собаки некоторое  сходство с лошадиным силуэтом. Кожные складки на шее не образуются. Шея плавно переходит в холку, которая является длинной и слабо выраженной.    
Спина прямая,  узкая, хорошо обмускуленная. Круп не выраженный, но при этом длинный, иногда может иметь небольшой наклон.    
Хвост является прямым продолжением спины, в спокойном состоянии слегка опущен. В состоянии возбуждения собаки хвост высоко поднят, имеет саблевидный изгиб. Сам хвост не очень длинный, выраженно мускулистый.    
Грудь глубокая, длинная, изгиб рёбер слабый. Переход от грудной клетки к животу и паху плавный, живот подтянутый.     
Задние конечности вынесены назад за корпус, имеют длинное бедро и хорошо развитые скакательные суставы с выраженным  углом сочленения.  Бёдра хорошо обмускулены, плюсна  высокая, с выраженным рельефом сухожилий.    
Передние конечности поставлены  прямо. Плечо хорошо развито, локоть поставлен ниже линии рёбер и заметно отставлен от корпуса. Суставы  сильно развиты, визуально выраженно заметны. Запястье длинное, прямо поставленное. Лапы плотно собраны, компактные, крупные. Пальцы сводистые, с толстыми подушечками и сильными крупными когтями. Визуальны лапы могут казаться  несколько крупноватыми для этой собаки по сравнению с остальным телом.        
Шерсть гладкая, плотно прилегающая к телу, короткая. Подшёрсток  густой, плотный. Благодаря обильной секретации кожных желёз шерсть этих собак покрыта защитным жировым слоем, что  делает её почти не промокающей, а самих этих собак - хорошо приспособленными к плаванию и работе в воде.        
Допустимый окрас только один  - чёрно-подпалый. Чёрными при этом обязательно должны быть шея, верх плеча, спина и основание хвоста. Площадь чепрака может варьироваться, подпал допустим всех оттенков насыщенно-рыжего цвета.        